# 山西省地震局
山西省地震局（英語：Shanxi Earthquake Administration），是中国地震局和山西省人民政府双重领导，以中国地震局为主的事业单位。根据山西省人民政府授权，依法履行防震减灾主管机构的各项职责，承担本行政区域内防震减灾工作政府行政管理职能。

## 沿革
山西是开展地震工作较早的省份。山西省最早的地震观测始于1952年。1967年，组建并成立山西省地震观测站。1968年，设山西省地震队，设太原、大同、临汾，垣曲（后改为夏县）四个地震台，太原为中心台。1970年，山西省地震领导小组与山西省科委地震队合并，成立山西省地震队。1972年，成立山西省革命委员会地震办公室和山西省地震队。1975年，成立山西省革命委员会地震局。1978年，改为山西省地震局。1984年，调整了机构，设山西省地震监测预报中心，统管六个监测预报研究室和科技资料室。

## 职能
山西省地震局职能为：依照《中华人民共和国防震减灾法》、《山西省防震减灾条例》等法规监督、检查全省的防震减灾工作；实施行业管理，指导市、县防震减灾工作，对省级以下地震台网实行统一规划，资源共享；建立健全本省范围内地震监测预报、震灾预防和紧急救援三大工作体系；管理中国地震局移交的地震监测台网；管理主要由省政府投资并主要为全省防震减灾工作服务的一般项目。

## 事件
2010年2月20-21日，关于山西一些地区要发生地震的消息通过短信、网络等渠道疯狂传播，由于听信“地震”传言，山西太原、晋中、长治、晋城、吕梁、阳泉六地几十个县、市的数百万群众2月20日凌晨开始走上街头“躲避地震”，山西地震局官网一度瘫痪。21日上午，山西省地震局发出公告辟谣。山西省公安机关立即对谣言来源展开调查，后查明造谣者共5人，均被处罚。2018年4月，山西省地震局官网针对《地震警示，山西》的谣言发布辟谣公告，称文中所说的“未来两个月内中国还将发生7级以上地震，湖北、山西等地为重点”等信息纯属谣言。